# 1921 en sports équestres
Chronologie des sports équestres
- 1920 en sports équestres - 1921 en sports équestres - 1922 en sports équestres

Cet article présente les faits marquants de l'année 1921 en sports équestres.

## Événements

### Année
- création de la fédération équestre internationale (FEI)[1].
- création de la Fédération française des sports équestres, ancêtre de la fédération française d'équitation (FFE)[2].